# Frederick Henry Harvey
Frederick Henry Harvey (27 de junio de 1835 - 9 de febrero de 1901) fue un empresario estadounidense que es conocido por haber desarrollado la cadena de hoteles y restaurantes denominada Harvey House. La idea de este empresario a finales de siglo XIX era la de ofrecer comidas y alojamiento a una sociedad en "permanente movimiento". De esta forma sirvió comidas a los primeros pasajeros de ferrocarril en Estados Unidos en las compañías ferroviarias emergentes como la Atchison, Topeka and Santa Fe Railway, el Gulf Coast and Santa Fe Railway, el Kansas Pacific Railway, el St. Louis-San Francisco Railway, y el Terminal Railroad Association of St. Louis. Su relación comercial con Santa Fe comenzó en el año 1876 tras un intento fallido de  3 años con otro socio. En su momento álgido tuvo cerca de 84 Harvey Houses, todas ellas repletas de pasajeros de clase media. Las operaciones de su compañía continuaron hasta los años sesenta. Harvey fue el líder de la Fred Harvey Company, empresa que operaba la cadena de hoteles y restaurantes con la ayuda de sus hijos y nietos, hasta que finalmente Nick Harvey en el año 1968 vendió la empresa a un conglomerado de empresas hawaiiano denominado Amfac, Inc.

## Obra
A la muerte de Fred Harvey (debido a un cáncer de intestino), él poseía cerca de 47 restaurantes "Harvey House", 15 hoteles y 30 coches restaurante operando en la Santa Fe Railway. Sus últimas palabras reportadas a sus hijos fueron: "Don't cut the ham too thin, boys." (¡no cortéis el jamón demasiado fino, hijos!). Tras su muerte se construyó un museo: "Fred Harvey museum" localizado en la residencia de Harvey en vida en la localidad de Leavenworth, Kansas. Se rodó un musical titulado The Harvey Girls, que protagonizó Judy Garland, Cyd Charisse, y Angela Lansbury, influenciada por la novela de Samuel Hopkins Adams escrita en el año 1946.  El musical tuvo un "Academy Award" por la mejor canción titulada "On the Atchison, Topeka and the Santa Fe."
Harvey fue conocido igualmente por sus innovadoras ideas en temas comerciales debidas al turismo. Sus "Indian Detours" hicieron que muchas personas tuvieran una auténtica experiencia reviviendo las costumbres de los indios nativos americanos mediante la actuación de actores que representaban escenas delante de los viajeros. Fred Harvey empleó a mujeres atractivas para hacer que sus restaurantes fueran visitados por los pasajeros de tren, táctica muy novedosa en la época. Fred Harvey fue editor de postales turísticas y en ellas anunciaba sus restaurantes, la mayoría de las postales eran publicadas en colaboración con la "Detroit Publishing Company". Sus postales de Arizona "Phostint" son coleccionadas en todo el mundo.